# So What? (альбом While She Sleeps)
So What? (стилизовано прописными буквами) — четвёртый студийный альбом британской металкор-группы While She Sleeps. Он был выпущен 1 марта 2019 года на независимом лейбле группы Sleeps Brothers в сотрудничестве с Search and Destroy, Spinefarm Records, UNFD и Universal Music. Продюсерами альбома выступили сами участники группы и Карл Баун.

## История
7 июня 2018 года группа подтвердила через социальные сети, что находится в процессе написания нового альбома. Производство пластинки было завершено в октябре 2018 года. В интервью Metal Hammer гитарист Шон Лонг заявил: «Я думаю, люди знают название While She Sleeps, но не имеют представления о том, что мы за группа. Я очень горжусь этим, и мы стремимся снова удивить людей».

## Релиз и продвижение
26 октября 2018 года группа разместила в своих социальных сетях изображение человека в белом костюме и противогазе. Фигура держала в руках флешку, на которой, как говорилось в сообщениях, была записана новая музыка группы, и получить её можно было во многих местах в Англии. Песня на флешке была фрагментом первого сингла «Anti-Social», премьера которого состоялась 28 октября на рок-шоу Дэниела П. Картера на BBC Radio 1. В клипе на песню «Anti-Social» группа объявила официальное название своего четвёртого студийного альбома и запланированную дату его выхода. Альбом был выпущен на их собственном лейбле Sleeps Brothers и в сотрудничестве с Spinefarm Records. По словам группы, они хотели получить полный творческий контроль, поэтому решили выпустить альбом самостоятельно и не сотрудничать с лейблом. В поддержку альбома были объявлены даты тура по Великобритании и Европе в феврале 2019 года, а также выступления Stray from the Path, Trash Boat и Landmvrks. 21 декабря группа выпустила сингл «Haunt Me» и соответствующее музыкальное видео, снятое басистом Аароном Маккензи. Три недели спустя было объявлено, что группа поддержит Architects на североамериканском этапе их хедлайнерского тура «Holy Hell», а также Thy Art Is Murder.
30 января 2019 года группа выпустила третий сингл с альбома «The Guilty Party». 18 февраля группа выпустила документальный фильм «За кулисами» от режиссёра Роско Нила, в котором подробно описывается процесс записи альбома и некоторые трудности, с которыми группа столкнулась перед его выпуском. 24 февраля, за пять дней до выхода альбома, группа выпустила четвёртый сингл «Elephant».

## Отзывы
| Оценки критиков | Оценки критиков |
| Источник        | Оценка          |
| --------------- | --------------- |
| Already Heard   | [ 1 ]           |
| Dead Press!     | [ 12 ]          |
| Exclaim!        | [ 13 ]          |
| Kerrang!        | [ 14 ]          |
| Louder Sound    | [ 15 ]          |

Альбом получил положительные отзывы от музыкальных критиков. В некоторых рецензиях отмечается, что альбом представляет собой несколько иное направление для группы, отходящее от традиционного металкора в пользу более альтернативного, даже электронного звучания. Стивен Хилл, написавший для Louder Sound, назвал альбом «легко самым экспериментальным и странно сложным из всех, что группа когда-либо создавала». Пол Трэверс из Kerrang! также отмечает изменения, говоря: «Здесь много риффовых боди-слэмов и пламенных, политизированных текстов, но это более блестящий, мелодичный, доступный и звуковой отполированный роман, чем его предшественники». В своей рецензии для Exclaim! Макс Морин называет альбом «миксом, в котором одни идеи работают, а другие нет», и критикует его за то, что он «больше похож на прозрачную попытку рыночности, чем на подлинное музыкальное видение».
Альбом был выбран журналом Loudwire как один из 50 лучших метал-альбомов 2019 года.

## Список композиций
Все тексты написаны While She Sleeps, вся музыка написана While She Sleeps.
| №                   | Название                                                     | Длительность |
| ------------------- | ------------------------------------------------------------ | ------------ |
| 1.                  | «Anti-Social»                                                | 4:14         |
| 2.                  | «I've Seen It All»                                           | 4:12         |
| 3.                  | «Inspire»                                                    | 4:10         |
| 4.                  | «So What?»                                                   | 4:32         |
| 5.                  | «The Guilty Party»                                           | 4:26         |
| 6.                  | «Haunt Me»                                                   | 4:31         |
| 7.                  | «Elephant»                                                   | 4:38         |
| 8.                  | «Set You Free»                                               | 4:17         |
| 9.                  | «Good Grief»                                                 | 3:38         |
| 10.                 | «Back of My Mind» (при участии Гриффина Дикинсона из SHVPES) | 4:27         |
| 11.                 | «Gates of Paradise»                                          | 5:20         |
| Общая длительность: | Общая длительность:                                          | 48:30        |

Примечания
- Все названия треков стилизованы под заглавные буквы.

## Участники записи
По данным AllMusic.
- Лоуренс «Лоз» Тейлор — вокал
- Шон Лонг — лид-гитара, бэк-вокал
- Мэт Уэлш — ритм-гитара, вокал, фортепиано
- Ааран Маккензи — бас-гитара, бэк-вокал
- Адам «Сэв» Сэвидж — ударные, перкуссия

## Чарты
| Чарт (2019)                       | Высшая позиция |
| --------------------------------- | -------------- |
| Австралия (ARIA)                  | 63             |
| Австрия (Ö3 Austria)              | 14             |
| Бельгия/Фландрия (Ultratop)       | 130            |
| Бельгия/Валлония (Ultratop)       | 126            |
| Великобритания (UK Albums Chart)  | 21             |
| Германия (Offizielle Top 100)     | 8              |
| Швейцария (Schweizer Hitparade)   | 22             |
| Шотландия (Scottish Albums Chart) | 14             |